# Abraham Wolf Jasny
Abraham Wolf Jasny (właściwe nazwisko Cyperman)  (ur. 1893 w Żelechowie, zm. 1968 w Tel Awiwie) – polski dziennikarz, historyk amator, pisarz, działacz polityczny.

## Życiorys
Urodził się w Żelechowie w ubogiej religijnej rodzinie, był synem Lajbusza Pesacha i Symchy Jehudit. Wychowywał się w domu dziadka Moszego Fiszla.
We wczesnej młodości przyjechał w 1905 r. do Łodzi w poszukiwaniu pracy. Zamieszkał na Bałutach, w ciężkich warunkach, w samym centrum biedoty i proletariatu żydowskiego. Pracował jako robotnik w tkalni. Później utrzymywał się z pisania do gazet i pracy korektora w jednej z gazet żydowskich („Najer Fołksblat”).
W 1937 r. mieszkał przy ul. Śródmiejskiej (obecnie ulica Stanisława Więckowskiego) 71. Żona Masza (Chawa), modystka mieszkała pod tym samym adresem.
Po wybuchu II wojny światowej, po zajęciu Łodzi przez Niemców, pod koniec września 1939 r. uciekł do zajętego przez Związek Radziecki Białegostoku, a żona z dwójką dzieci pozostała w Łodzi. W obawie przed aresztowaniem próbował ukryć się w Stołyniu. Jednak został aresztowany i skazany na zesłanie do gułagu. Powodem była jego przedwojenna działalność w Bundzie w Polsce. Po 20 miesiącach na zasadzie ustaleń układu Sikorski-Majski z  30 lipca 1941 został z gułagu zwolniony. Do końca wojny mieszkał na terenach Związku Radzieckiego.
W 1946 r. wrócił do Łodzi i rozpoczął pracę w nowo wydawanej gazecie „Fołkscajtung”.
W 1949 r. wyemigrował do Izraela wraz z żoną Chawą i dziećmi: synem Eliahu i córką Miriam. Tam, od 1949 r. pracował w redakcji dziennika ukazującego się w Tel Awiwie w języku jidysz „Lecte Najes” („Ostatnie wiadomości”), gdzie redagował dział literacki. Publikował własne eseje dotyczące pisarzy i recenzje książek, także polskich.

## Działalność polityczna
W młodości, w wieku 16 lat zaangażował się w działalność polityczną w partii Bund, wówczas nielegalnej, co skutkowało dwukrotnym aresztowaniem.
Po I wojnie światowej zajmował kierownicze stanowisko w łódzkim Bundzie oraz dodatkowo zaangażował się w działalność związkową – został przewodniczącym założonego w 1915 r. Związku Zawodowego Robotników Przemysłu Włóknistego z siedzibą przy ul. Południowej (obecnie Ulica Rewolucji 1905 roku w Łodzi) 15.
Kierował strajkami pracowniczymi, za co został aresztowany i więziony w Dąbiu koło Krakowa. Po odbyciu kary kontynuował działalność partyjną, już legalną w niepodległej Polsce. Należał do tzw. „trzeciej frakcji” Bundu, sympatyzującej z komunistami.
W 1946 r. wrócił w Łodzi do swojej działalności politycznej w Bundzie. W 1948 r., po utworzeniu państwa Izrael, opublikował w „Dos Naje Lejbn” artykuł nawołujący do pogodzenia syjonistów z bundowcami i budowy nowej ojczyzny w Izraelu. Był przeciwnikiem zjednoczenia Bundu z Polską Partią Robotniczą.

## Działalność publicystyczna
Już w młodości (w 1913 r.) w bundowskiej gazecie „Di Cajt”, ukazującej się w Petersburgu zamieszczał swoje pierwsze prace publicystyczne. Były to korespondencje opisujące życie proletariatu żydowskiego w Łodzi.
W okresie międzywojennym współpracował także z łódzkim dziennikiem „Łodzier Weker”, był korespondentem bundowskiego dziennika „Fołkscajtung". W redakcji „Najer Fołksblat” pracował jako korektor.
Zaczął pisać w języku jidysz pracę pt. Historia żydowskiego ruchu robotniczego w Łodzi, której pierwszy tom ukazał się w 1937 r. i krytyka przyjęła go bardzo dobrze.
Jego głównym zajęciem od 1946 r. była praca nad historyczną książką o losie łódzkich Żydów w czasie II wojny światowej. Materiały do niej zbierał już podczas pobytu w Łodzi po wojnie. Książka ta powstała i została wydana w języku jidysz w Tel Awiwie w dwutomowym wydawnictwie zatytułowanym Di geshichte fun Jidn in Łodź (Historia Żydów w Łodzi w latach niemieckiej zagłady).